# أليسو فيجو (كاليفورنيا)
أليسو فيجو (بالإنجليزية: Aliso Viejo)‏ هي إحدى مدن مقاطعة أورانج، كاليفورنيا. تم إعطاءها لقب مدينة في 1 يوليو، 2001.

## أعلام
- هاري بابيت
- مايكل رول
- أشلي بوير